# Arbanitis echo
Espèce
Synonymes
- Misgolas echo Raven & Wishart, 2006

Arbanitis echo est une espèce d'araignées mygalomorphes de la famille des Idiopidae.

## Distribution
Cette espèce est endémique d'Australie. Elle se rencontre en Nouvelle-Galles du Sud à Alstonville et à Woodenbong et au Queensland à Tallebudgera et dans le parc national de Lamington.

## Étymologie
Son nom d'espèce lui a été donné en référence au lieu de sa découverte, Echo Point.

## Publication originale
- Raven & Wishart, 2006 : The trapdoor spider Arbanitis L. Koch (Idiopidae: Mygalomorphae) in Australia. Memoirs of the Queensland Museum, vol. 51, no 2, p. 531-557 (texte intégral).